# Horia (gmina w okręgu Tulcza)
Horia – gmina w Rumunii, w okręgu Tulcza. Obejmuje miejscowości Cloșca, Florești i Horia. W 2011 roku liczyła 1348 mieszkańców. 